# Kodomonokuni
Kodomonokuni (japonsky 子供の国駅, Kodomonokuni-eki) je neobsazená železniční stanice společnosti JR Kjúšú na trati Ničinan. Zastavují zde osobní i spěšné vlaky.

## Navazující stanice
JR Kjúšú
Trať Ničinan
■Spěšné vlaky Ničinan Marine (japonsky 日南マリーン号)
Undókóen (2,4 km) ◄ Kodomonokuni ► (1,3 km) Aošima
■Osobní vlaky
Sosandži (1,2 km) ◄ Kodomonokuni ► (1,3 km) Aošima